# NGC 4080
NGC 4080 је спирална галаксија у сазвежђу Береникина коса која се налази на NGC листи објеката дубоког неба.
Деклинација објекта је + 26° 59' 32" а ректасцензија 12h 4m 51,9s. Привидна величина (магнитуда) објекта NGC 4080 износи 13,5 а фотографска магнитуда 14,1. NGC 4080 је још познат и под ознакама UGC 7068, MCG 5-29-6, CGCG 158-12, KUG 1202+272, IRAS 12023+2715, PGC 38244.